# Temple des Casernes
Le temple des Casernes est un temple hindouiste de l'île de La Réunion, département d'outre-mer français dans le sud-ouest de l'océan Indien. Situé rue des Casernes, à Saint-Pierre, il est inscrit en totalité au titre des Monuments historiques depuis le 17 septembre 2010,.